# Klijndijk
Klijndijk (52° 50′ N, 6° 52′ L) é uma cidade dos Países Baixos, na província de Drente. Klijndijk pertence ao município de Borger-Odoorn, e está situada a 7 km, a norte de Emmen.
Em 2001, a cidade de Klijndijk tinha 549 habitantes. A área urbana da cidade é de 0.20 km², e tem 227 residências. 
A área de Klijndijk, que também inclui as partes periféricas da cidade, bem como a zona rural circundante, tem uma população estimada em 1650 habitantes.